# Det nya partiet
Det nya partiet (d) var ett politiskt parti som grundades av Ian Wachtmeister våren 1998 och som ställde upp i riksdagsvalet 1998.
Partiprogrammet hade stora likheter med Ny demokratis, exempelvis skattesänkningar, privatiseringar, restriktiv invandringspolitik och konservativ familjepolitik. Efter valet, där (d) fick knappt en halv procent av rösterna (25 276 röster) upplöstes partiet, men partibeteckningen var fortfarande inför valet 2006 registrerad. Ett av partiets slagord var "Både sälar och människor behöver kärnkraft".
Partiets dåliga valresultat skyllde Ian Wachtmeister på att medierna teg ihjäl det.

## Logotyp och kampanjlåt
Det nya partiets logotyp var en sammansmältning av ett d och ett snabel-a. På grund av detta uppstod en konflikt mellan Det nya partiet och Datainspektionen, som hade en liknande logotyp.
Det nya partiet utgav kampanjlåten "Säg ja till framtiden", som spelades på olika torgmöten under valkampanjen 1998. Låten skrevs av Ian Wachtmeister själv men blev aldrig lika populär som Ny Demokratis partilåt "Häng Med-Häng Med", som skrevs av Paul Paljett inför valet 1991.

### Webbkällor
- Reportage i Aftonbladet
- Blågula frågor (BGF): Partiprogram för Det nya partiet